# カザルボレ
カザルボレ（伊: Casalbore）は、イタリア共和国カンパニア州アヴェッリーノ県にある、人口約1,800人の基礎自治体（コムーネ）。

## 地理

### 位置・広がり

#### 隣接コムーネ
隣接するコムーネは以下の通り。括弧内のBNはベネヴェント県所属を示す。
- ブオナルベルゴ (BN)
- ジネストラ・デッリ・スキアヴォーニ (BN)
- モンテカルヴォ・イルピーノ
- サン・ジョルジョ・ラ・モラーラ (BN)

## 行政

### 分離集落
カザルボレには、以下の分離集落（フラツィオーネ）がある。
- Schiavonesca, Pagliarone, Mainardi, Frascino, Sant'Elia, Todino, Cupa, Cupazzo, San Ferro

## 姉妹都市
- ヴィノーヴォ、イタリア 2011年